# Старая Пристань (Челябинская область)
Ста́рая При́стань — деревня в Саткинском районе Челябинской области России. Входит в состав Айлинского сельского поселения.
Через деревню протекает река Ай. 

## Население
| 2002 | 2010 |
| ---- | ---- |
| 64   | ↗96  |

По данным Всероссийской переписи, в 2010 году численность населения деревни составляла 96 человек (53 мужчины и 43 женщины).

## Уличная сеть
Уличная сеть деревни состоит из 2 улиц.